# Графин
Графи́н (від рос. графин < фр. carafine — зменш. від carafe) або кара́фа (від араб. غرافة, «ґаррафа» через італ. caraffa і пол. karafa) — столова посудина, зроблена зазвичай зі скла, кришталю, металу або кераміки, для подачі та зберігання напоїв, таких як вино, горілка, вода та інших.

## Графин для вина

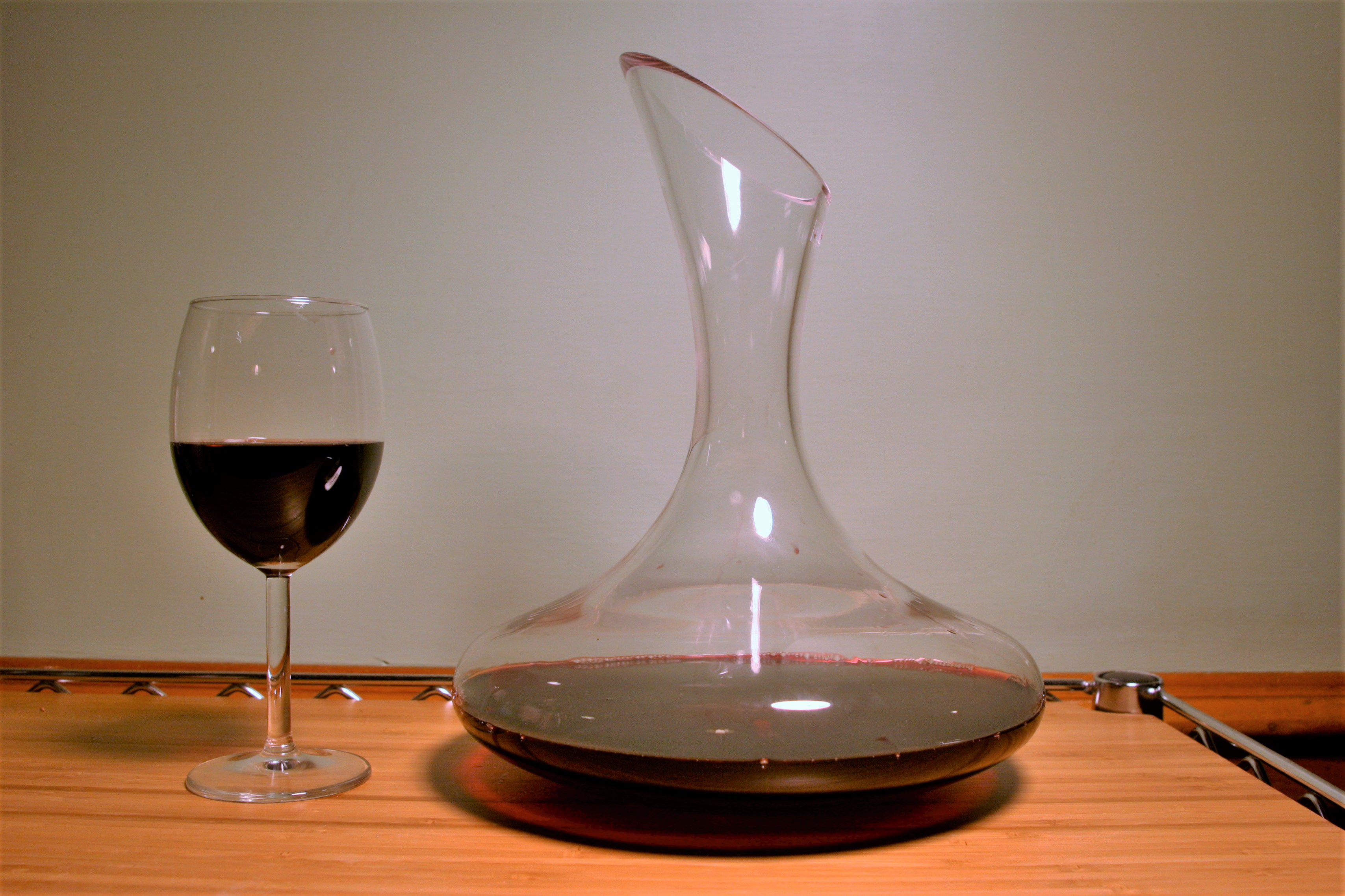
right100px

Винний графин, або декантер, має подвійну мету.
- допомагає відокремити осад

Натуральний осад, який утворюється у старих червоних винах, хоча і абсолютно безпечний, може бути неприємним для споживача вина. Після обережного переливання у декантер, осад залишається у пляшці.
Осад характерний майже винятково для червоних вин, як і таніни, тому для білих вин використовувати декантер немає великого сенсу.
- забезпечує аерацію вина

Аерація, тобто контакт великої поверхні вина з повітрям, допомагає вивільнити аромати вина а також пом'якшити іноді надто жорсткі таніни, які характерні для деяких сортів винограду, наприклад Каберне Совіньйон, Танна. Слід зазначити, що поширена порада відкорковувати пляшку з вином за деякий час до подачі на стіл «для аерації» є помилковою. У відкритій пляшці площа поверхні вина, що знаходиться у контакті з повітрям дуже мала — не більше невеликої монети — тому ефект аерації є несуттєвим.

## Графин для горілки

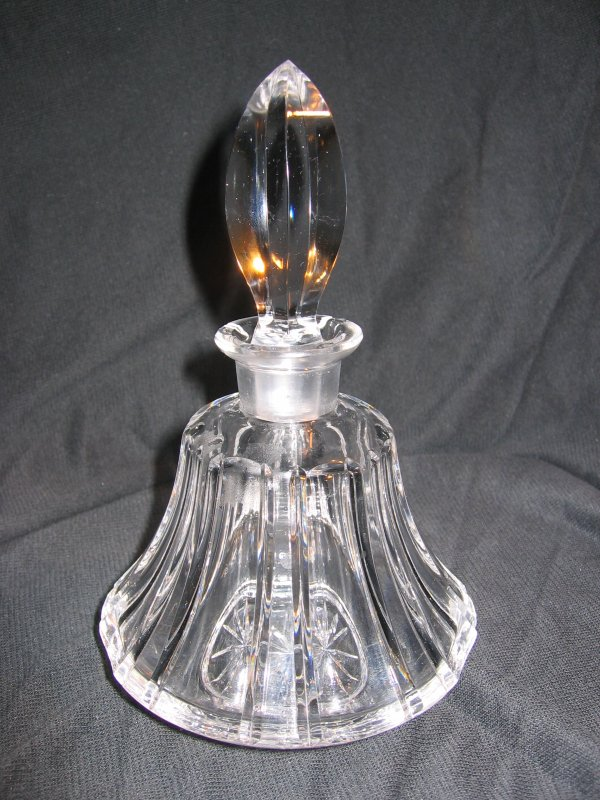
Горілчаний графин

Давньою традицією є подача горілки на стіл у скляній або кришталевій карафі. З точки зору смаку напою, споживання горілки з карафи не має особливого сенсу і є здебільш аспектом презентації, яка походить з часів, коли горілку виготовляли самостійно і зберігали у великих бутлях. Оскільки сучасні виробники поставляють горілку здебільш у естетично оздобленних пляшках, карафу для горілки можна побачити дуже рідко.

## Галерея

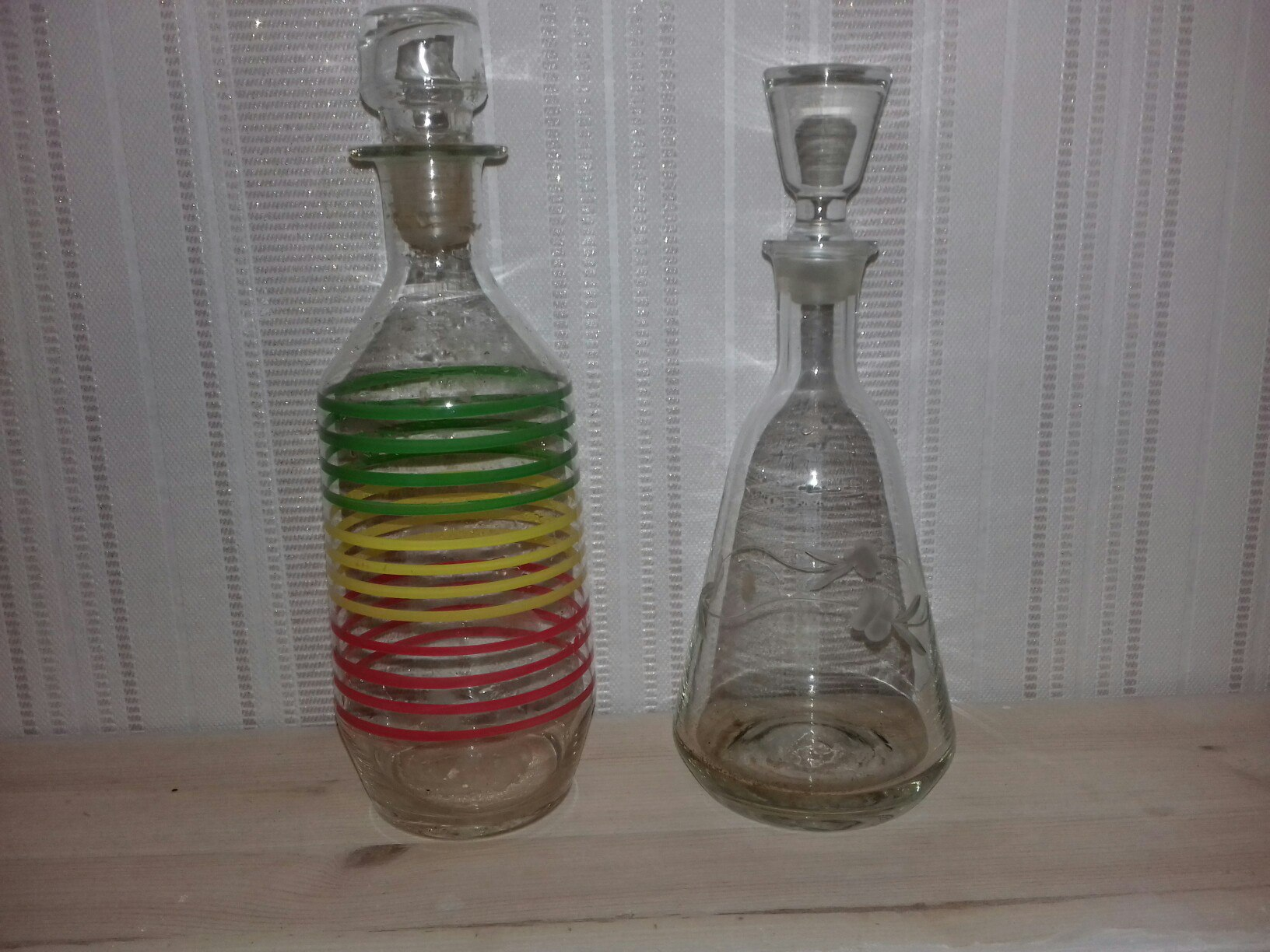
Два старовинні графини